# 조록환
조록환은 대한민국의 텔레비전 드라마 연출감독이자 영화감독이다.

## 드라마
- 2018년 OCN 주말 미니시리즈 《보이스 2》 ... 공동연출
- 2024년 KBS2 수목 미니시리즈 《페이스 미》 ... 연출

## 영화
- 1999년 영화 《연풍연가》 ... 연출부
- 2000년 영화 《주노명 베이커리》 ... 연출부
- 2002년 영화 《결혼은, 미친 짓이다》 ... 조연출